# Atractocerus bifasciatus
Atractocerus bifasciatus är en skalbaggsart som beskrevs av Raffaello Gestro 1874. Atractocerus bifasciatus ingår i släktet Atractocerus och familjen varvsflugor. Inga underarter finns listade i Catalogue of Life.